# Owca śnieżna
Owca śnieżna (Ovis nivicola) – gatunek ssaka z rodziny wołowatych, blisko spokrewniony z północnoamerykańskimi dzikimi owcami jukońską i kanadyjską. Przez część systematyków owca śnieżna uważana jest za podgatunek owcy jukońskiej lub kanadyjskiej, w polskiej literaturze zoologicznej również opisywana była pod nazwą Ovis dalli lub Ovis canadensis nivicola.

## Charakterystyka
Długość ciała 140–175 cm, długość ogona do 15 cm, wysokość w kłębie ok. 100 cm, masa ciała do 100 kg. Ubarwienie szarożółte lub ciemnobrunatne, spód biały lub kremowy. Masywne, ślimakowe rogi, u samców o długości do 89 cm (rekordowy okaz posiadał rogi długości 111 cm), u samic cieńsze i krótsze. Owce śnieżne zamieszkują otwarte tereny górskie. Występują w środkowej, północnej i wschodniej Syberii.

## Reprodukcja
Samice osiągają dojrzałość płciową po 2 latach, samce w wieku 5 lat. Okres godowy przypada na październik i grudzień. Młode samce z reguły nie są dopuszczane do samic przez starsze, większe barany. Po ciąży trwającej około 8,5 miesiąca, na świat przychodzi jedno młode. Samica przed porodem opuszcza stado i udaje się w odosobnione miejsce.

## Behawior
Tworzy liczne jednopłciowe stada. W grupach kawalerskich o hierarchii decyduje rozmiar rogów, z reguły nie ulega ona zmianom nawet podczas okresu godowego, choć pomiędzy samcami o porównywalnym porożu dochodzić wtedy może do zrytualizowanych potyczek. Zderzenie rogami poprzedza wymiana spojrzeń i póz z oddali. Żywi się trawami i porostami.

## Podgatunki
Caprinae Specialist Group wyróżnia cztery podgatunki owcy śnieżnej (w nawiasie podano kategorię zagrożenia według IUCN każdego z nich):
- O. n. nivicola Eschscholtz, 1829 (NT) – podgatunek nominatywny
- O. n. alleni Matschie, 1907 (LC)
- O. n. borealis Severtzov, 1973 (VU)
- O. n. lydekkeri Kowarzik, 1913 (LC)

Wilson i Reeder wyróżniają jeszcze:
- O. n. kodarensis Medvedev, 1994
- O. n. koriakorum Chernyavskii, 1962